# Kessin (Dummerstorf)
Kessin ist seit dem 7. Juni 2009 ein Ortsteil der Gemeinde Dummerstorf im Landkreis Rostock in Mecklenburg-Vorpommern (Deutschland).

## Geografie
Kessin liegt an der unteren Warnow, zwei Kilometer südöstlich von Rostock.
Zur ehemaligen Gemeinde Kessin gehörten die Ortsteile Beselin und Hohen Schwarfs.

## Geschichte

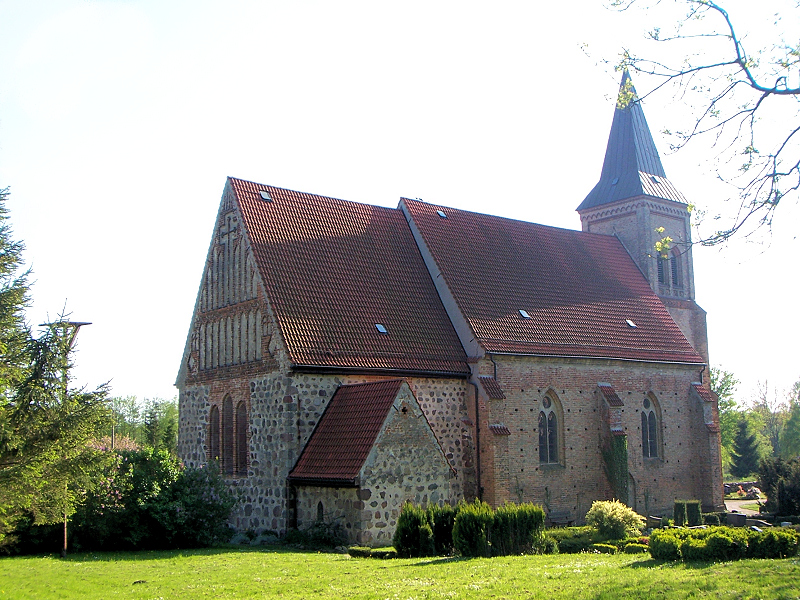
Kirche St. Godehard

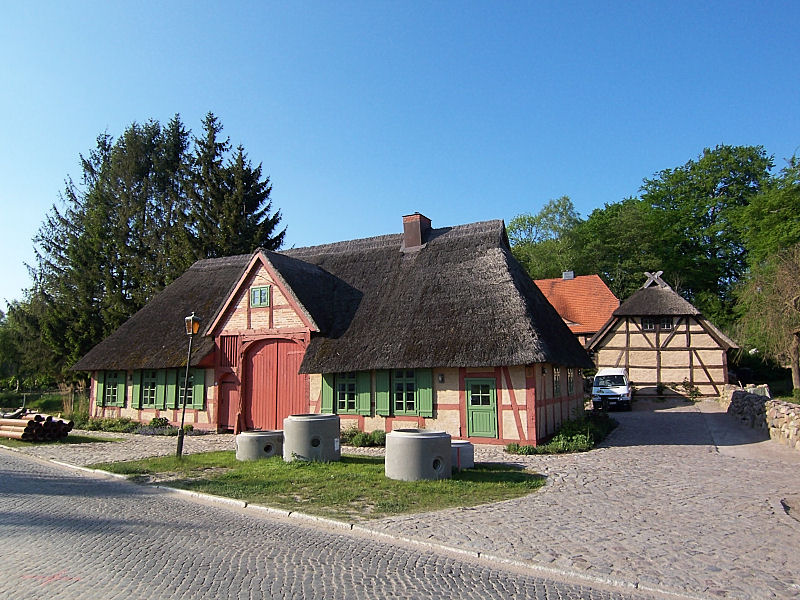
Pfarrhof

In Urkunden aus dem 12. Jahrhundert ist vom Ort Goderac die Rede, benannt nach der gleichnamigen slawischen Lokalgottheit. Durch den Schweriner Bischof Berno wurde der Ortsname in Godehardsdorf geändert. Diese Benennung wurde am 9. September 1171 in Schwerin vom Herzog Heinrich dem Löwen in einer Urkunde bestätigt. Später erhielt der Ort seinen heutigen Namen nach der Fürstenburg Kessin, die in unmittelbarer Nähe lag. Der Name der Burg Kizun wurde schon 1121 genannt. Es hieß, sie sei „berühmter und reicher an Schätzen als alle anderen“. Bis zum Jahr 1211 wurde dem Bischof Brunward in Schwerin teils der Burgbezirk Kessin, teils nur das Dorf Goderac und ein Nachbardorf zugesprochen. 1219 stellte Fürst Heinrich Borwin I. die Kirche Kessin mit dem Dorf Roggentin unter das Patronat des Klosters Sonnenkamp (Neukloster). Fürst Nikolaus I., der damalige Herr von Rostock, verfügte über Hebungen aus dem Dorf Goderac zu Gunsten des Klosters Doberan. Im Jahr 1269 wurde der Chorraum der heutigen Kirche fertiggestellt und vermutlich wegen der Namensähnlichkeit zu Goderac dem Heiligen Godehard von Hildesheim geweiht.
Von 1305 bis 1350 war die Rostocker Familie Quast Besitzer von Kessin und verschiedenen Nachbardörfern. Diese verkaufte dann ihren Besitz an die Familie Kröpelin, die bald darauf auch Roggentin erwarb. Als 1496 der letzte Familienangehörige starb, kam Kessin zum Teil an die Rostocker Familie Kerkhof. Bald darauf gehörte Kessin zu den Bürgergütern, die von den Herzögen Magnus und Balthasar infolge ihrer Fehde mit der Stadt Rostock eingezogen und von Herzog Heinrich V. erst 1528 gegen eine Zahlung von 1600 Gulden zurückgegeben wurden. Im Laufe des folgenden Jahrhunderts traten neben Kerkhofs noch andere Rostocker Familien als Besitzer von Höfen in Kessin auf. 1601 kaufte der Rostocker Bürgermeister Friedrich Hein die Kerkhofschen Güter Bartelsdorf, Kessin, Harmstorf und Bentwisch. Diese waren ihm seit 1598 verpfändet worden. Seitdem gehörte Kessin zu Bartelstorf.
Von 1620 bis 1684 war die Stadt Rostock Eigentümer dieser Güter. Ab 1684 besaß das Kloster Ribnitz Bartelstorf und somit auch Kessin. Nach einem langwierigen Prozess wurde Kessin am 18. Dezember 1781 von der Stadt Rostock zurückgekauft. Seit dieser Zeit gehörte Kessin wieder zu den Gütern der Stadt Rostock. Protokolle aus dem Ende des 18. Jahrhunderts zeugen davon, dass viele Menschen zu dieser Zeit in Kessin noch als Leibeigene lebten.
Das erste „Kessiner Friedensseminar“ fand vom 11. bis 13. Juni 1982 unter Pastor Dieter Nath statt. Neben mecklenburgischen Vertretern besuchten auch Mitglieder von Friedenskreisen aus Sachsen, Berlin und Thüringen, von denen einige den Aufnäher „Schwerter zu Pflugscharen“ trugen, das Seminar.

### Eingemeindung
Kessin wurde am 7. Juni 2009 ein Ortsteil der amtsfreien Gemeinde Dummerstorf. Diese wurde aus den sechs vormals eigenständigen Gemeinden des gleichzeitig aufgelösten Amtes Warnow-Ost gebildet.

## Verkehrsanbindung

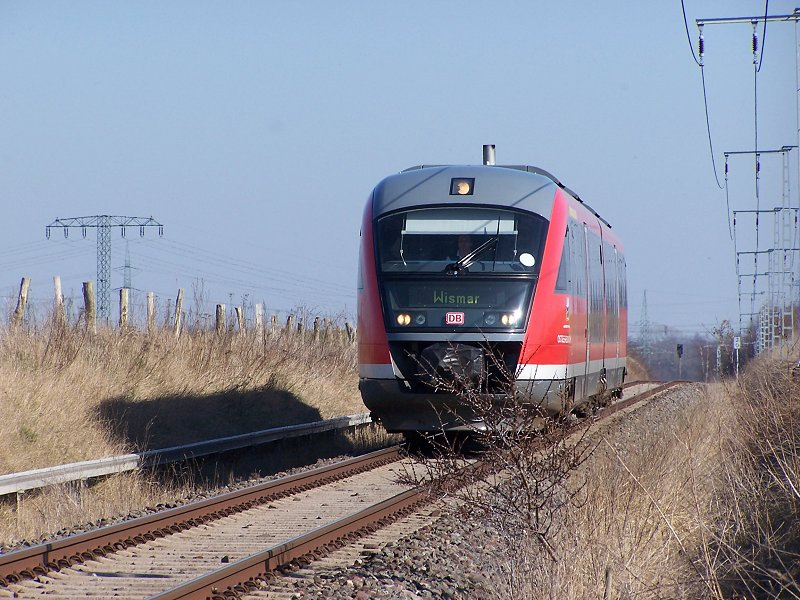
Zug der Baureihe 642 zwischen Rostock und der Warnowbrücke nahe Kessin

Durch den Ort führt die Bundesstraße 103, der Autobahnanschluss Kessin an die Bundesautobahn 19 liegt nahe dem Autobahnkreuz Rostock (Bundesautobahnen 19/20). In der Nähe von Kessin verläuft die Bahnstrecke Rostock–Tribsees/Tessin, jedoch hat Kessin keinen Haltepunkt. Es verkehren Züge der RB 11 Wismar–Rostock–Tessin.

## Sport
Durch den Olympischen Ruderclub Rostock (ORC), der in Kessin sein Trainingsgelände hat, sowie den Ballsportverein (BSV Kessin) ist der Ort für seine Aktivitäten bekannt.

## Söhne und Töchter
- Wilhelm Krüger (* 1775 in Hohen Schwarfs; † 7. September 1850 in Penzlin), deutscher Historienmaler